# Школа Піа
41°22′43″ пн. ш. 2°09′49″ сх. д. / 41.378579° пн. ш. 2.163581° сх. д.
Школа Піа (кат. Escola Pia) повна назва — Школа Піа Каталонії (кат. Escola Pia de Catalunya) — приватна школа що розташовується в декількох містах Каталонії (автономний регіон Іспанії).

## Опис
Школі Пії належить 21 школа серед яких дватцять під назвою Піа та одна Адара (Кат. Adhara). 6 шкіл серед яких і Адара знаходяться в Барселоні. Ця школа розташовується на вулиці, яка називається так само, як і ця школа каталонською мовою «Escola Pia» . Школа Піа є молодшою школою і у ній містяться перші 6 класів (оскільки в Іспанії решта 6 класів містяться в старших школах). В Іспанії діти йдуть до школи на рік раніше, ніж в Україні. А це значить що, наприклад, якщо в Україні дитина ходить в 3 клас, то в Іспанії, дитина такого самого віку ходить в 4 клас, це значить що також таке є в школах з назвою «Піа». Перша школа Піа з'явилася в 1751 році в Барселоні під назвою «Escola Pia sant Antonio»  (Укр. «Школа Піа святого Антона»). Біля цієї школи знаходиться подвір'я, футбольне поле та дитячий садок.

### Довга перерва
Між 13 та 15 годинами є перерва і діти йдуть додому обідати, але якщо батьки не можуть забрати своїх дітей, то вони залишаються в школі на обід.

##### Іноземці
Оськільки в Іспанії багато іммігрантів в одній школі Пії може бути до 15 учнів які народилися в різних країнах світу.

## Цікаві факти
- У деяких школах під назвою Піа навчаються українці.
- Школа Піа є першою школою у Каталонії.
- В українській Вікіпедії є стаття Школа і Піа (муніципалітет Франції).
- Оскільки перша школа Піа («Escola Pia sant Antonio») має понад 250 років, вона досі активно працює [5].